# 672
El 672 (DCLXXII) fou un any de traspàs iniciat en dijous, tot i que a la seva època encara no rebia aquest nom.

## Esdeveniments
- La dinastia omeia conquereix Rodes a l'Imperi Romà d'Orient.

## Naixements
- Khilperic II

## Necrològiques
- Recesvint, rei visigot.
- Papa Vitalià
- Tenji, emperador japonès.